# 달마치야 햄
달마치야 햄(Dalmacija+ham}은 크로아티아 달마치야에서 만들어지는 건염 훈연 생햄이다. 프르슈트의 일종이며, 현지에서는 달마틴스키 프르슈트(크로아티아어: Dalmatinski pršut)라 불린다.

## 같이 보기
- 프르슈트